# 芬兰青年共产主义联盟
芬蘭青年共產主義聯盟（芬蘭語：Suomen kommunistinen nuorisoliitto, 缩写：SKNL）是芬蘭共產黨於1925至1936年所設立的青年組織。芬蘭青年共產主義聯盟是秘密組織，然而卻對芬蘭社會產生了重大影響。芬蘭青年共產主義聯盟隸屬於青年共產國際。 

## 历史
在芬蘭青年共產主義聯盟成立之前，芬蘭共產黨通過芬蘭社會主義青年團（1923年被取締）和社會主義青年團等公開組織開展工作。1923年，青年共產國際提議在芬蘭組建青年共產主義聯盟。因此，1925年初，芬蘭青年共產主義聯盟正式成立。1925年5月，該聯盟有250名成員。